# Dibattito storiografico sulla guerra civile inglese
La guerra civile inglese (o più impropriamente rivoluzione inglese) è stata interpretata dalla storiografia liberale e da quella d'indirizzo marxista in due modi sostanzialmente contrapposti ai quali si è sovrapposta una terza corrente storiografica, cosiddetta revisionista.

## Rivoluzione o disordini?
Lo scontro tra la monarchia e il Parlamento e la successiva dittatura militare di Oliver Cromwell sono stati a lungo visti in Inghilterra come una serie di malaugurati disordini e non come una vera e propria rivoluzione. Questo termine infatti verrà riservato alla Gloriosa rivoluzione (o Seconda rivoluzione inglese), che, senza spargimento di sangue, si era conclusa con la deposizione di Giacomo II e l'insediamento, voluto dal Parlamento, di Guglielmo III d'Orange. Non si voleva cioè assimilare la prima cruenta rivoluzione, che aveva portato addirittura alla blasfema decapitazione di un re, alla Rivoluzione francese del 1789, conclusasi anch'essa con la decapitazione del re e dall'anarchia sanguinaria del Regime del Terrore, matrice di Napoleone, il tiranno d'Europa.
I pragmatici e ragionevoli inglesi consideravano una loro vera rivoluzione quella del 1688, che aveva messo fine ai disordini e avviato l'Inghilterra al suo destino di civiltà e prosperità. Questo rispondeva all'orgoglio nazionale inglese che contrapponeva la gloriosa rivoluzione a quelli che non erano altro che deprecabili, sanguinosi e folli disordini della Francia e degli altri stati europei.

## L'interpretazione liberale

### Guizot
Nel 1846 fu tradotta in inglese l'opera "Histoire de la revolution d'Angleterre" (2 voll. Paris, 1826-27) dello storico e politico francese François Guizot di tendenze liberali che considerava gli avvenimenti inglesi dal 1640 al 1660 decisivi per la formazione del sistema politico liberale inglese. Lo storico collocava gli avvenimenti della prima rivoluzione inglese in un più ampio quadro della storia europea. Nelle sue lezioni sulla "Storia della civiltà in Europa" (1829-1832), Torino 1956) Guizot esponeva un'interpretazione della storia europea che è rimasta quasi immutata sino ai nostri giorni.
Dalla storia europea risaltavano gli elementi della sua complessità e dinamicità: un corpo di leggi civili e l'autorità assoluta dell'imperatore secondo la tradizione romana, il principio germanico dell'indipendenza individuale sfociato nel feudalesimo, l'accentramento papale e una gerarchia ecclesiastica separata da quella politica, l'intraprendenza della classe borghese mercantile alla base della formazione dei Comuni. Tutti questi elementi (monarchico, aristocratico, teocratico, popolare- borghese) avevano caratterizzato la società europea per il pluralismo e il dinamismo sino alle soglie del '500. È adesso che le cose cambiano: la Riforma con l'asserzione del libero esame svincola lo spirito umano dall'autorità della Chiesa e contemporaneamente si accentra sempre più il potere nelle monarchie assolute. Questi due movimenti "era inevitabile che finissero con lo scontrarsi e col combattersi, prima di riuscire a conciliarsi. Il primo urto avvenne in Inghilterra". L'età elisabettiana era stata infatti caratterizzata da un forte progresso economico e culturale ma era mancato con l'anglicanesimo una compiuta riforma religiosa che non aveva realizzato quella libertà che pure trovava espressione nel Parlamento. La rivoluzione inglese risolve questo contrasto: il partito politico parlamentare e quello religioso della libertà si unirono e vinsero. Il partito della libertà approdò poi quasi un secolo dopo in Europa con la rivoluzione francese, figlia, in un certo senso, di quella inglese.
L'opera di Guizot non fu ben accolta in Inghilterra, anzi un politico inglese disse che considerare i disordini del 1640-60 come la matrice delle libertà inglesi era come confondere il letame, che pure serve a far crescere gli asparagi, con gli stessi asparagi.

### Gardiner
Solo alla fine del XIX secolo con la monumentale opera di Gardiner gli inglesi cominciano a considerare i disordini del 1640-60 come una vera rivoluzione.
Gardiner riprende l'interpretazione liberale di Guizot vedendo gli avvenimenti del 1640-60 non più come deprecabili disordini ma una vera e propria rivoluzione politica e religiosa puritana.
Da Gardiner inizia l'interpretazione classica wigh, che poi era la stessa dei sostenitori della lotta parlamentare che affermavano di ribellarsi in nome della libertà individuale contro il governo degli Stuart che imprigionava senza regolari processi, tassava senza il consenso del Parlamento, imponeva un catechismo ufficiale di stato.

### Trevelyan
Anche Trevelyan nella "Storia della società inglese" (Torino, 1948) sostiene la natura politico religiosa della guerra civile inglese. Egli non vede motivazioni materiali nella rivoluzione: "La rivoluzione cromwelliana non fu nelle sue cause e nei suoi motivi, sociale ed economica; fu il risultato di pensamenti ed aspirazioni politiche e religiose diffuse tra gente che non aveva in animo di riformare la società o di ridistribuire la ricchezza. Certo la scelta di una parte piuttosto che di un'altra in materia politica e religiosa era, in certi casi e fino a un certo segno, determinata dalle circostanze sociale ed economiche; ma di ciò le persone interessate erano coscienti solo a metà. e meno che mai fu una lotta tra ricchi e poveri; era una lotta di idee riguardanti la Chiesa e lo Stato" (ibidem). Perciò ciascuno si schierò a seconda delle proprie convinzioni politiche - con il Re o con il Parlamento - o religiose.
Certo le trasformazioni economiche e della società inglese negli ultimi cent'anni erano state determinanti per schierarsi: le adesioni al Parlamento e ai puritani furono più numerose dove erano avvenute quelle trasformazioni – si veda il caso di Londra – ma secondo Trevelyan la "gente si divise soprattutto per motivi disinteressati e senza nessuna coercizione" (ibidem).
Quindi solo "dignitosi ideali" all'origine della rivoluzione "nobile" quale nessun'altra poiché "nessuna nazione in tempi di rivolta fu altrettanto sana nelle sue strutture naturali e sociali e allo stesso tempo attenta al richiamo dell'intelletto e pronta ad ascoltare la voce ammonitrice della coscienza" (op.cit. pag. 22).
Quindi finalmente non più disordini ma una vera rivoluzione coerente allo spirito inglese che comunque andava distinta da quella francese caratterizzata da irrazionali e violenti eccessi.

## Il contesto sociale della guerra civile inglese
Già Guizot aveva notato come il vivo desiderio alla libertà politica provenisse da quelle classi interessate ai commerci e dalla piccola nobiltà (gentry) divenuta proprietaria di terre prima appartenenti alla nobiltà latifondista.
Queste osservazioni vengono riprese da Laski nella sua "Storia del liberalismo europeo" (Firenze, 1962) per il quale la politica autoritaria di Carlo I impediva il libero sviluppo dei commerci, ostacolava la mobilità delle forze economiche della gentry e della yeomanry.
Tawney nell'opera "La religione e la genesi del capitalismo" (Milano, 1977) criticava alcuni aspetti della tesi di Weber ma ne accettava l'impostazione centrale per cui concordava sul fatto che nel puritanesimo vi era stata una forte spinta allo sviluppo del capitalismo. La rivoluzione puritana era stata un assestamento e una redistribuzione di potere economico e politico determinata dalla decadenza della vecchia classe nobiliare latifondista e dall'avvento della gentry.
Alla tesi di Tawney, Stone aggiungeva (in "The anatomy of the Elisabethan aristocracy" e in "La crisi dell'aristocrazia, l'Inghilterra da Elisabetta a Cromwell", Torino, 1972) che piuttosto alla classe nobiliare andava imputata non tanto l'incapacità a gestire il proprio patrimonio quanto lo stile di vita lussuoso e parassitario.
Fortemente contestate furono queste tesi da parte di Trevor-Roper ("Protestantesimo e trasformazione sociale", Bari 1975) secondo il quale la gentry era una classe in declino economico poiché questa non coltivava direttamente le sue proprietà ma le cedeva in affitto e quando sopraggiunse l'inflazione con la rivoluzione dei prezzi nel XVI secolo essa ne fu fortemente danneggiata. All'inizio del '600 erano invece gli yeomens che gestivano direttamente le loro proprietà , i professionisti e i mercanti delle compagnie privilegiate e i nobili di corte favoriti dal re che prosperavano mentre la gente di campagna era in difficoltà. La rivoluzione dunque era stata uno scontro tra la corte e la campagna.
Del resto secondo Trevor-Roper la rivoluzione inglese va inquadrata in un più vasto fenomeno rivoluzionario europeo della metà del '600. Vi era una crisi rivoluzionaria generale determinata dalle classi maggiormente colpite dall'inadeguatezza politica ed amministrativa collegata alla crescita degli apparati statali. Anche qui vi fu uno scontro tra la società e lo Stato, tra il paese e la corte come avvenne anche in Inghilterra.

## L'interpretazione marxista

### Hill
Il primo interprete della rivoluzione inglese in senso marxista fu Hill ("La rivoluzione inglese" in "Saggi sulla rivoluzione inglese del 1640", Milano 1971) che vede in essa uno scontro tra forze sociali riconducibili alla borghesia e la nobiltà, anche se le due parti avverse proclamavano di battersi in nome di due diverse concezioni religiose: i realisti per l'anglicanesimo, i parlamentari per la religione presbiteriana.
Sarebbe infine errato pensare che la lotta della borghesia per eliminare la monarchia feudale e le classi che ad essa si appoggiavano fosse stata determinata solo da motivi egoistici poiché essa fece sì che "Il libero sviluppo del capitalismo tornò a vantaggio delle masse. Sotto il vecchio ordine, nel secolo precedente i salari reali nell'industria e nell'agricoltura diminuirono di più della metà; nel secolo successivo essi divennero più che doppi" (op.cit.pag 76).

### Morton
Anche per Morton la rivoluzione inglese fu essenzialmente una lotta di classe: "Quali che fossero gli slogans sotto i quali la guerra civile inglese fu combattuta …essa fu una rivoluzione borghese, nel corso della quale la nuova classe dei capitalisti distrusse la macchina dello stato feudale al cui centro stava la monarchia e si affermò come classe dominante nella società inglese." (da A.L.Morton, "Come la borghesia conquistò il potere" in Saggi sulla rivoluzione inglese del 1640", Milano 1971 pag.243).
Tipica di Morton e della storiografia marxista è la particolare attenzione che essi pongono nei confronti dei gruppi radicali attivi nella rivoluzione inglese come i livellatori e gli zappatori. Essi rappresentano con il loro programma basato sul suffragio universale e l'eguaglianza posizioni politiche molto più avanzate di quella della borghesia che aveva rischiato di essere superata da programmi democratici e addirittura socialistici. Questo fu impedito dalla stabilizzazione della dittatura di Oliver Cromwell che mantenne la rivoluzione nell'alveo borghese ma che poi, avendo perso il sostegno delle forze popolari, dovette subire il contraccolpo della controrivoluzione restauratrice degli Stuart.
Era accaduto così anche nella Rivoluzione francese che seguirebbe lo stesso schema: una rivoluzione inizialmente borghese liberale, cui segue una fase radicale (repubblicano giacobina) con una stabilizzazione moderata (il Direttorio), una dittatura militare (Napoleone), una controrivoluzione (la Restaurazione) ed infine la definitiva vittoria borghese (in Inghilterra con il 1688, in Francia con la rivoluzione borghese del 1830).
Questa rivalutazione dei gruppi radicali era in effetti polemicamente avanzata nei confronti della storiografia liberale che li considerava semplici visionari ed utopisti e del tutto scollegati dai bisogni delle masse.
Il merito della storiografia marxista è quello di avere sfatato la leggenda liberale di una rivoluzione dalla quale fosse esclusa qualsiasi motivazione materiale, fosse essa economica o sociale. Il difetto però è nel configurarsi in maniera troppo rigida come quando ad esempio sostiene una netta divisione delle classi nei due partiti realista e parlamentare non sostenibile sulla base della documentazione disponibile che anzi dimostra come i due schieramenti fossero stati assai fluidi.

## L'interpretazione "revisionista"
Contro tutte le interpretazioni tradizionali questa nuova corrente storiografica sviluppatasi alla fine degli anni '60 contrasta le tesi precedenti secondo le quali i contrasti sociali e religiosi avessero reso inevitabile la guerra civile inglese.
Questi storiografi sostengono invece che la rivoluzione inglese, almeno in parte, sia stata il casuale risultato di circostanze fortuite. Un errore di metodo storico dunque causato da una visione teleologica della storia dove non si considera che gli avvenimenti storici avrebbero potuto seguire una piega diversa da quella che poi è stata. Quindi tutto ciò che riguarda la storia inglese precedente il 1640 non è da considerarsi un prologo della rivoluzione. L'attenzione agli aspetti politici piuttosto che a quelli sociali ed economici portano alla conclusione che si tratti non di rivoluzione, marxisticamente intesa, ma di "guerra civile". Così essi ritengono che non è sostenibile l'idea che i Puritani fossero naturalmente schierati con le posizioni dei "rivoluzionari" ma fu piuttosto il loro fanatismo religioso a contrapporli a Carlo I e dell'arcivescovo William Laud che con il rafforzamento dell'anglicanesimo di stato erano in fondo sulle stesse posizioni liberali tipiche del governo di Elisabetta. Questo paradossalmente trasformò i rigidi calvinisti fondamentalisti in campioni perseguitati della tolleranza religiosa.
I "revisionisti" ribadiscono la scarsa aderenza dei gruppi minoritari estremisti dei livellatori e degli zappatori con i bisogni reali della masse le quali si riferivano invece ai valori conservatori di ordine, stabilità e gerarchia.
Infine la cosiddetta guerra civile inglese va riportata a una, né più significativa né più importante, delle numerose rivolte e sollevazioni popolari avvenute in Inghilterra in tempi diversi.
La guerra civile inglese quindi non va vista come un movimento popolare di contestazione totale dell'assetto sociale ed economico, ma semplicemente come un insieme di lotte per la redistribuzione del potere politico all'interno delle stesse classi dirigenti.